# Hamry u Hlinska
Hamry (deutsch Hammer) ist eine Gemeinde in Tschechien. Sie liegt drei Kilometer südöstlich von Hlinsko an der Chrudimka und gehört zum Okres Chrudim.

## Geographie

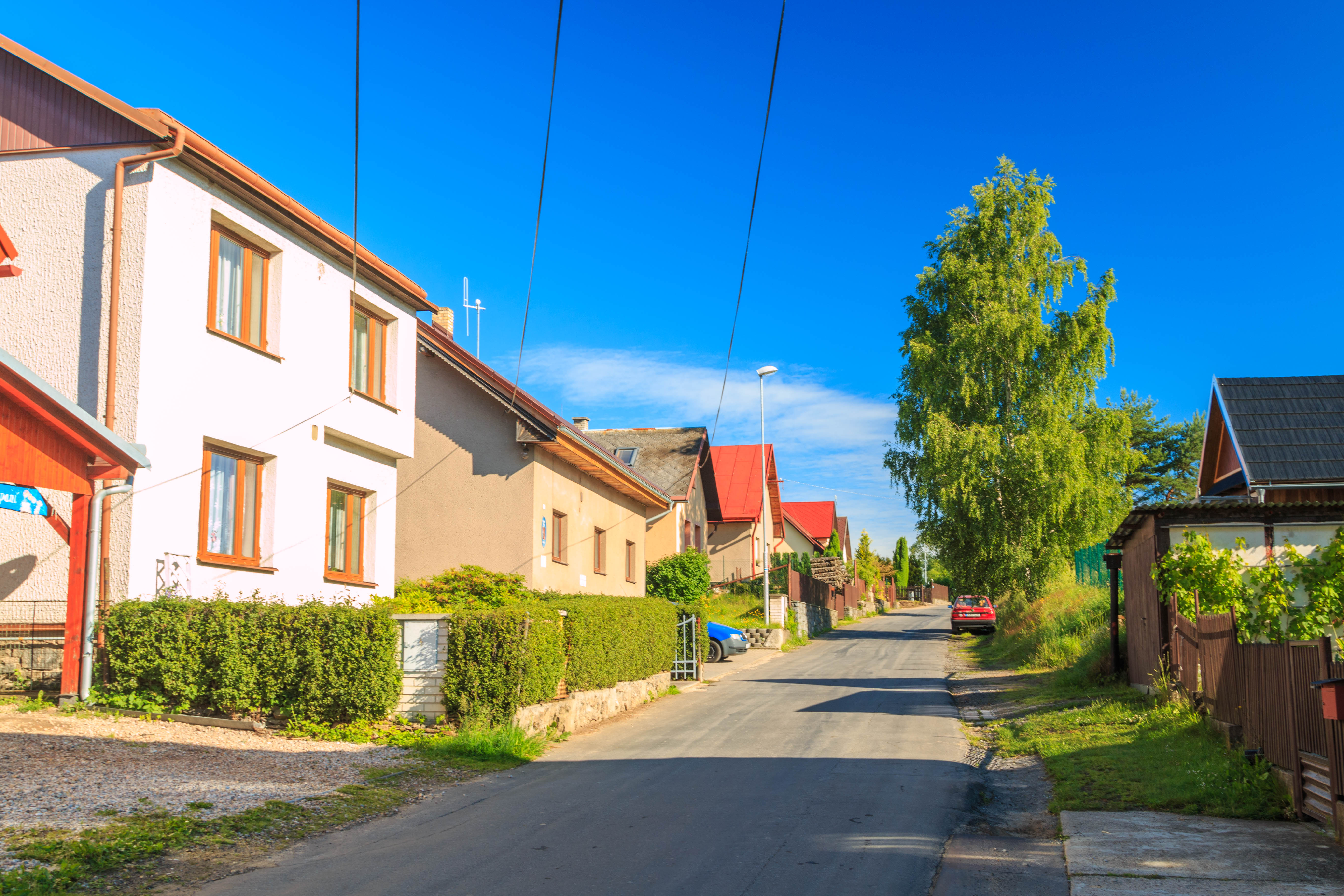
Gemeindeamt

Hamry befindet sich am Nordrand der Saarer Berge am Oberlauf der Chrudimka, die oberhalb des Dorfes in der Talsperre Hamry gestaut wird. Im Nordosten erhebt sich der 697 m hohe Pešava.
Nachbarorte sind Svatojánské Lázně und Blatno im Norden, Jeníkov und Kameničky im Osten, Lány im Südosten, Vortová und Lhoty im Süden, Zalíbené im Südosten, Studnice im Westen sowie Kouty und Hlinsko im Nordwesten.

## Geschichte
Der Ort wurde 1392 als Přerostlé erstmals urkundlich erwähnt. Besitzer war zu dieser Zeit Smil Flaška z Pardubic auf Richenburg.
Im 15. und 16. Jahrhundert standen in Přerostlé und dem nördlich gelegenen Hamřík Eisenhämmer im Betrieb. Während dieser Blütezeit brachten es die Hammermeister zu Reichtum und Privilegien. Der Hammer in Přerostlé wurde noch bis ins 18. Jahrhundert fortbetrieben, in dieser Zeit wurde die Ansiedlung als Přerostlé Hamry bezeichnet. 1785 entstand eine einklassige Dorfschule.
Nördlich des Ortes entstand im 17. Jahrhundert das Heilbad Svatojánské Lázně, das bis zum Beginn des 19. Jahrhunderts Heilkuren verabreichte.
Nach der Stilllegung des Hammers wurde die Wasserkraft der Chrudimka im 19. Jahrhundert für den Betrieb von drei Wassermühlen, einer Ölmühle und einer Sägemühle genutzt. Um 1900 hatte Hamry 580 Einwohner und bestand aus 100 Häusern.
1907 begann südöstlich des Dorfes der Bau der Talsperre. Das 1912 vollendete Bauwerk mit einem der ersten Schüttdämme Böhmens dient der Trinkwasserversorgung der Regionen Hlinsko, Trhová Kamenice und Havlíčkův Brod.

## Sehenswürdigkeiten
- Schrotholzchaluppen
- barocke Kapelle des Hl. Johannes von Nepomuk, erbaut nach 1750 im Heilbad Svatojánské Lázně